# Manton (Familienname)
Manton ist ein englischer Familienname.

## Herkunft und Bedeutung
Manton ist ein Wohnstättenname.

## Namensträger
- Garth Manton (1929–2024), australischer Ruderer
- Irene Manton (1904–1988), britische Botanikerin
- Nicholas Manton (* 1952), britischer Physiker und Mathematiker
- Sidnie Manton (1902–1979), britische Zoologin
- Thomas J. Manton (1932–2006), US-amerikanischer Politiker